# Élections européennes de 1999 en Suède
Les élections européennes se sont déroulées, pour la seconde fois, le 13 juin 1999 en Suède pour désigner les 22 députés européens au Parlement européen, pour la législature 1999-2004. Ces élections furent les premières organisées en Suède en même temps que dans les autres États membres.

## Mode de scrutin
Les députés européens suédois furent élus au scrutin proportionnel plurinominal, conformément à une version modifiée de la méthode de Sainte-Laguë, dans une conscription unique. Les différentes listes durent obtenir au moins 4 % des suffrages exprimés pour participer à la répartition des sièges.

## Campagne
La campagne électorale fut dominée par les discussions entre d'une part les sociaux-démocrates et leurs partenaires de coalition parlementaire, les Verts et le Parti de gauche d'autre part, quant au non-alignement suédois dans le cadre de la Politique étrangère et de sécurité commune. Les Verts menacèrent de retirer leur soutien au gouvernement, si les sociaux-démocrates ne donnaient pas des garanties suffisantes à ce sujet. Le gouvernement social-démocrate fit valoir que le non-alignement de la Suède n'était pas menacé, et qu'il n'accepterait jamais de mettre en place une politique de défense européenne commune à laquelle participerait la Suède. Lors de la réunion du Conseil européen de Cologne en juin 1999, la décision fut prise de doter l'Union Européenne de capacités militaires de gestion de crise, afin de prévenir les conflits.

## Résultats

### Répartition

| Parti      | Parti                               | Groupe    | Vote      | Vote  | Vote  | Siège | Siège | Siège |
| Parti      | Parti                               | Groupe    | Nombre    | %     | Diff. | Nom.  | Diff. |       |
| ---------- | ----------------------------------- | --------- | --------- | ----- | ----- | ----- | ----- | ----- |
|            | Parti social-démocrate (SAP)        | PSE       | 657.497   | 25,99 | -2,07 | 6     | -1    |       |
|            | Modérés (M)                         | PPE-DE    | 524.755   | 20,75 | -2,42 | 5     | =     |       |
|            | Parti de gauche (V)                 | GUE/NGL   | 400.073   | 15,82 | +2,90 | 3     | =     |       |
|            | Parti du peuple - Les Libéraux (FP) | ELDR      | 350.339   | 13,85 | +9,03 | 3     | +2    |       |
|            | Les Verts (MP)                      | Verts/ALE | 239.946   | 9,49  | -7,73 | 2     | -2    |       |
|            | Chrétiens-démocrates (KD)           | PPE-DE    | 193.354   | 7,64  | +3,72 | 2     | +2    |       |
|            | Parti du centre (C)                 | ELDR      | 151.442   | 5,99  | -1,17 | 1     | -1    |       |
|            | Autres                              |           | 12.031    | 0,48  |       | 0     | =     |       |
| Total      | Total                               |           | 2.529.437 | 100   |       | 22    | =     |       |
| Votes nuls | Votes nuls                          |           | 59.077    |       |       |       |       |       |
| Total      | Total                               |           | 2.588.514 |       |       |       |       |       |

### Analyse
Sur les 6,6 millions de personnes pouvant voter lors de ces élections, 38.48% d'entre se rendirent aux urnes, soit une participation de près de trois points inférieure à celle observée en 1995.
En reculant de deux points par rapport aux élections précédentes et de dix points par rapport aux élections législatives de 1998, les sociaux-démocrates échouèrent à mobiliser massivement leurs électeurs traditionnels autour des questions européennes et notamment autour de l'intégration du royaume à la zone euro. À l'opposé le Parti de gauche, et sa ligne clairement européenne, augmenta son score, sans que cela ne suffise à se refléter dans la répartition des sièges.
Ces élections représentèrent également un succès pour le Parti du peuple - Les Libéraux et les Chrétiens-démocrates, du fait notamment de la popularité de leurs têtes de liste, respectivement Marit Paulsen et Anders Wijkman. Ce succès se traduisit par l'obtention de deux sièges supplémentaires pour chacun de ces deux parties.